# Sadyattes
Sadyattes var en lydisk kung i 12 år i slutet av 600-talet f.Kr. Han var av mermnadernas dynasti, son till Ardys och far till Alyattes.
Inte mycket är känt om Sadyattes, men liksom sin far höll han sig väl med Assyrien. Herodotos berättar att Sadyattes fördrev kimmerierna ur Mindre Asien och försökte lägga de joniska grekerna under sig. Han intog Smyrna och förde krig mot Miletos och Klazomenai.